# القانون والنظام: الوحدة الخاصة للضحايا
قانون ونظام : الوحدة الخاصة للضحايا (بالإنجليزية: Law & Order : SVU) هو مسلسل درامي أمريكي من إنتاج هيئة الإذاعة الوطنية، عُرض لأول مرة في 20 سبتمبر 1999 على قناة NBC وما زال يُعرض حتى الآن.
يتناول المسلسل جرائم الاغتصاب والتعذيب وإساءة معاملة الأطفال، وذلك عن طريق التحقيقات التي تقوم بها وحدة خاصة تابعة لإدارة الشرطة في مدينة نيويورك والمعروفة باسم وحدة الضحايا الخاصة والتي تضم المحققة أوليفيا بينسون التي كانت ثمرة لجريمة اغتصاب والمحقق إليوت ستابلر الذي يحاول حماية عائلته من المخاطر المحيطة بهم، والمخبر جون مونش محقق جرائم القتل الذي انتقل مؤخرا إلى نيويورك ورئيسهم دونالد كريغن.

## ممثلون
- روب مايز

## روابط خارجية
- القانون والنظام: الوحدة الخاصة للضحايا على موقع IMDb (الإنجليزية)
- القانون والنظام: الوحدة الخاصة للضحايا على موقع ميتاكريتيك (الإنجليزية)
- القانون والنظام: الوحدة الخاصة للضحايا على موقع الموسوعة البريطانية (الإنجليزية)
- القانون والنظام: الوحدة الخاصة للضحايا على موقع روتن توميتوز (الإنجليزية)
- القانون والنظام: الوحدة الخاصة للضحايا على موقع نتفليكس (الإنجليزية)
- القانون والنظام: الوحدة الخاصة للضحايا على موقع فيلمافينيتي (الإسبانية)
- القانون والنظام: الوحدة الخاصة للضحايا على موقع كينوبويسك (الروسية)
- القانون والنظام: الوحدة الخاصة للضحايا على موقع ألو سيني (الفرنسية)
- القانون والنظام: الوحدة الخاصة للضحايا على موقع قاعدة بيانات الفيلم (الإنجليزية)